# Feintool
Die Feintool Gruppe ist ein international agierender Technologiekonzern in den Bereichen Feinschneiden, Umformen und Elektroblechstanzen zur Verarbeitung von Stahlblechen. Feintool entwickelt einerseits Feinschneidsysteme mit Werkzeugen, andererseits Gesamtprozesse für Feinschneid-, Umform- und gestanzte Elektroblechkomponenten in hohen Stückzahlen für die Branchen Automobil, Industrie und erneuerbare Energien.
Das 1959 gegründete Unternehmen mit Hauptsitz in Lyss, Schweiz, ist mit 19 eigenen Produktionswerken und Technologiezentren in Europa, USA, China und Japan vertreten. Rund 3500 Mitarbeitende und 100 Auszubildende arbeiten weltweit für die Gruppe. Die Feintool International Holding AG ist seit 1998 an der Schweizer Börse SIX Swiss Exchange kotiert.

## Geschichte
Das Unternehmen wurde 1959 in Biberist durch Fritz F. Bösch gegründet und spezialisierte sich auf die Herstellung von Feinschneid-Pressen mit Feintool-Feinstanzaggregaten. Nachdem Feintool bereits in den 1960er-Jahren seine Produkte exportierte, baute das Unternehmen in den 1970er-Jahren eine direkte internationale Marktpräsenz durch Gründung von Tochtergesellschaften in den USA, Japan, Grossbritannien, Frankreich und Deutschland auf. Feintool war das erste Schweizer Unternehmen, welches in den USA die duale Ausbildung einführte.
Anfangs wurden mit dem Feinschneideverfahren vor allem Teile für die Büro- und Textilindustrie gefertigt. Mit dem Einzug des Computers und dem damit verbundenen Niedergang der klassischen Büromaschinenindustrie verlagerte Feintool den Fokus hin zur Automobilindustrie. Das Feinschneiden erfordert grosse Mengen an Teilen, um lukrativ zu sein, und diese fand man vor allem im Automobilsektor. Feintool fertigte neben Pressen und Anlagen auch mehr und mehr selbst Feinschneidteile.
Die internationale Expansion wurde besonders Ende der 1990er mit weiteren Akquisitionen u. a. im Automationsbereich fortgesetzt. In nahezu jedem Automobil werden zwischen 30 und 100 Feintool-Teile verbaut – angefangen von zahlreichen Getriebekomponenten über Bremsbelagsträger und Sitzverstellmechanismen bis hin zu Airbagkomponenten.
Am 17. Januar 2011 wurde bekannt, dass die Artemis Beteiligungen III AG, die von der Franke Artemis Holding bzw. Michael Pieper kontrolliert wird, ein Übernahmeangebot für Feintool unterbreiten würde. Michael Pieper ist Eigentümer der Franke-Gruppe und unterhält daneben weitere Anteile an verschiedenen Schweizer Industrieunternehmen. Das Kaufangebot wurde am 31. Januar 2011 lanciert und betrug pro Aktie CHF 350,00. Zum Zeitpunkt des Übernahmeangebotes besass Artemis bereits 33 % des Aktienkapitals. Firmengründer und Großaktionär Fritz Bösch hatte zwischenzeitlich mitgeteilt, dass er das Angebot für zu tief halte und ein eigenes Angebot, gegebenenfalls in Zusammenarbeit mit Dritten erwäge. Ein solches kam jedoch nicht zustande, woraufhin Bösch in der Nachfrist bis zum 4. April 2011 sein gesamtes Aktienpaket (30 %) an Artemis andiente. Daraufhin erklärte seine Tochter Monika Löffel-Bösch, bis dato Vizepräsidentin des Verwaltungsrats, zum 7. April 2011 ihren Rücktritt aus dem Gremium.
Mit Abschluss der Übernahme durch die Genehmigung aller relevanten Kartellbehörden ist die Artemis Beteiligungen III AG ab 31. Mai 2011 mit 81,2 % Aktienanteil Mehrheitsaktionär der Feintool International Holding AG.
2012 übernahm das Unternehmen die deutsche Herzing + Schroth-Gruppe mit Standorten in Obertshausen bei Frankfurt/Main und im thüringischen Ohrdruf. Im Jahr 2015 wurde zudem die Feinschneidtechnik Gabler Oelsnitz übernommen und der Standort in Oelsnitz/Erzgeb. modernisiert und ausgebaut. Im Jahr 2017 übernahm Feintool ein weiteres Umformwerk, das Metal Forming Technology Center Co. Ltd. der deutschen Schuler-Gruppe in Tianjin (China). Das Unternehmen ist führend in den Technologien des spanlosen Umformens/Kaltumformens und deckt damit den europäischen Markt ab. Das hinzugewonnene Know-how ergänzt die Feintool-Aktivitäten im spanlosen Umformen in Nordamerika und China. Diese Umformverfahren sind wie das Feinschneiden besonders zur Herstellung komplexer Komponenten für Motoren und Getriebe von Autos gefragt und hat die Position von Feintool als Systemzulieferer für die Automobilindustrie weiter gestärkt.
Im Jahr 2018 übernahm Feintool die Firma Stanz- und Lasertechnik GmbH in Jessen. Damit erweiterte Feintool ihre Technologien neben dem Feinschneiden und Umformen um das Elektroblechstanzen. Diese Technologie kommt bei der Herstellung von Elektromotorkomponenten zur Anwendung.  
Im Jahr 2022 hat Feintool die Firma Kienle + Spiess übernommen. Kienle + Spiess GmbH ergänzt das Werk in Jessen im Bereich Elektroblechstanzen. Kienle + Spiess liefert Rotoren und Statoren für hocheffiziente elektrische Antriebe. Rotor und Stator bilden die leistungserzeugenden Kernkomponenten eines Elektromotors oder eines Generators. Mit der Übernahme baute Feintool das Elektroblechstanzen aus und positioniert sich als europäischer Hersteller von Motorkernen für batterieelektrische Fahrzeuge (BEV) und Hybride (HEV), Industrieantriebe und regenerative Energien. Die Feintool-Gruppe wurde damit um die Standorte Vaihingen an der Enz (D), Sachsenheim (D) und Tokod (Ungarn) erweitert.